# Gynoplistia (Gynoplistia) rieki
Gynoplistia (Gynoplistia) rieki is een tweevleugelige uit de familie steltmuggen (Limoniidae). De soort komt voor in het Australaziatisch gebied.